# 840

## Догађаји
- 20. јун — Каролиншки цар Луј I Побожни умире у близини своје царске палате у Ингелхајму, током гушења побуне. Наслеђује га најстарији син Лотар I, који покушава да заузме све територије покојног Карла Великог. Седамнаестогодишњи Карло Ћелави постаје франачки краљ и придружује се свом полубрату Лудвигу Немачком у отпору Лотару.
- Сараценско освајање Будве, Росе и доњег Котора
- Википедија:Непознат датум — Викинзи из Норвешке заузимају Даблин и успостављају нордијско краљевство у Ирској.
- Википедија:Непознат датум — Владавина династије Абасида у Багдаду.

- Руси су заузели и опљачкали Амастриду, богат трговачки град у Пафлагонији (Мала Азија), али су пустили заробљенике према споразуму.
- Арапи су заузели Тарент и опсели Бари.
- Други словенски устанак на Пелопонезу, који је трајао годину дана. Његово гушење спровео је византијски стратега Теоктиста.
- Јенисејски Киргизи су уништили Ујгурски каганат у Монголији.

## Смрти
- 20. јун — Луј I Побожни, франачки краљ и цар Светог римског царства (* 778)
- Википедија:Непознат датум — Ајнхард, средњовековни немачки писац (* 775)